# جوان هاتشر
جوان هاتشر (4 نوفمبر 1923 بويلينغتون في نيوزيلندا - 24 سبتمبر 2006) (بالإنجليزية: Joan Hatcher)‏ هي لاعبة كريكت نيوزلندية. شاركت مع منتخب نيوزيلندا الوطني للكريكت.

## وصلات خارجية
- جوان هاتشر على موقع إي آس بي آن كريك إنفو (الإنجليزية)